# Digama abietis
Digama abietis là một loài bướm đêm thuộc họ Erebidae. Loài này có ở Trung Quốc.
Sải cánh dài khoảng 29 mm.